# Callia flavipes
Callia flavipes là một loài bọ cánh cứng trong họ Cerambycidae.